# Odontopera semifasciata
Odontopera semifasciata là một loài bướm đêm trong họ Geometridae.